# Дрис, Марсель
Марсе́ль Дри́с (фр. Marcel Dries; 19 сентября 1929, Берхем — 27 сентября 2011, Антверпен, Фламандский регион) — бельгийский футболист, играл на позиции защитника; участник чемпионата мира 1954 года.

## Биография

### Клубная карьера
Дрис был воспитанником клуба «Берхем Спорт», в котором он играл в течение 13 сезонов и три раза подряд становился вице-чемпионом страны.
В 1960 году стал игроком клуба «Юнион», в котором играл в течение трёх сезонов. Последним клубом в карьере для Дриса стал «Кортрейк», в котором отыграл три сезона и завершил карьеру игрока в 37 лет.

### Карьера в сборной
В составе сборной Бельгии принимал участие на чемпионате мира 1954 года, где сыграл в двух матчах со сборными Италии (1:4) и Англии (4:4). Всего за сборную Бельгии сыграл 31 матч, в которых не забил ни одного мяча.

### Смерть
Скончался 27 сентября 2011 года в Антверпене в возрасте 82 лет.